# Fumaria officinalis

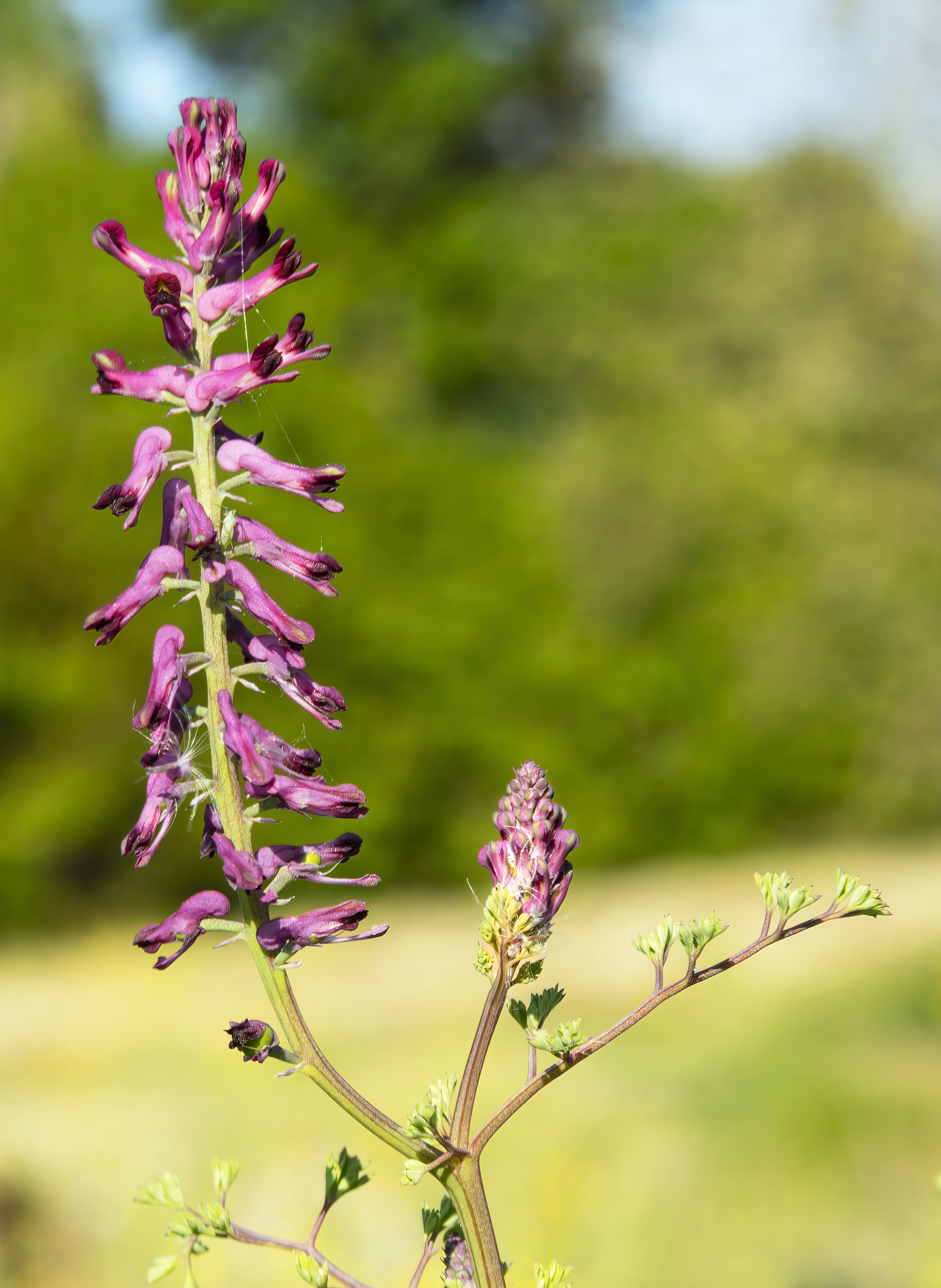
Aspecto general en floración

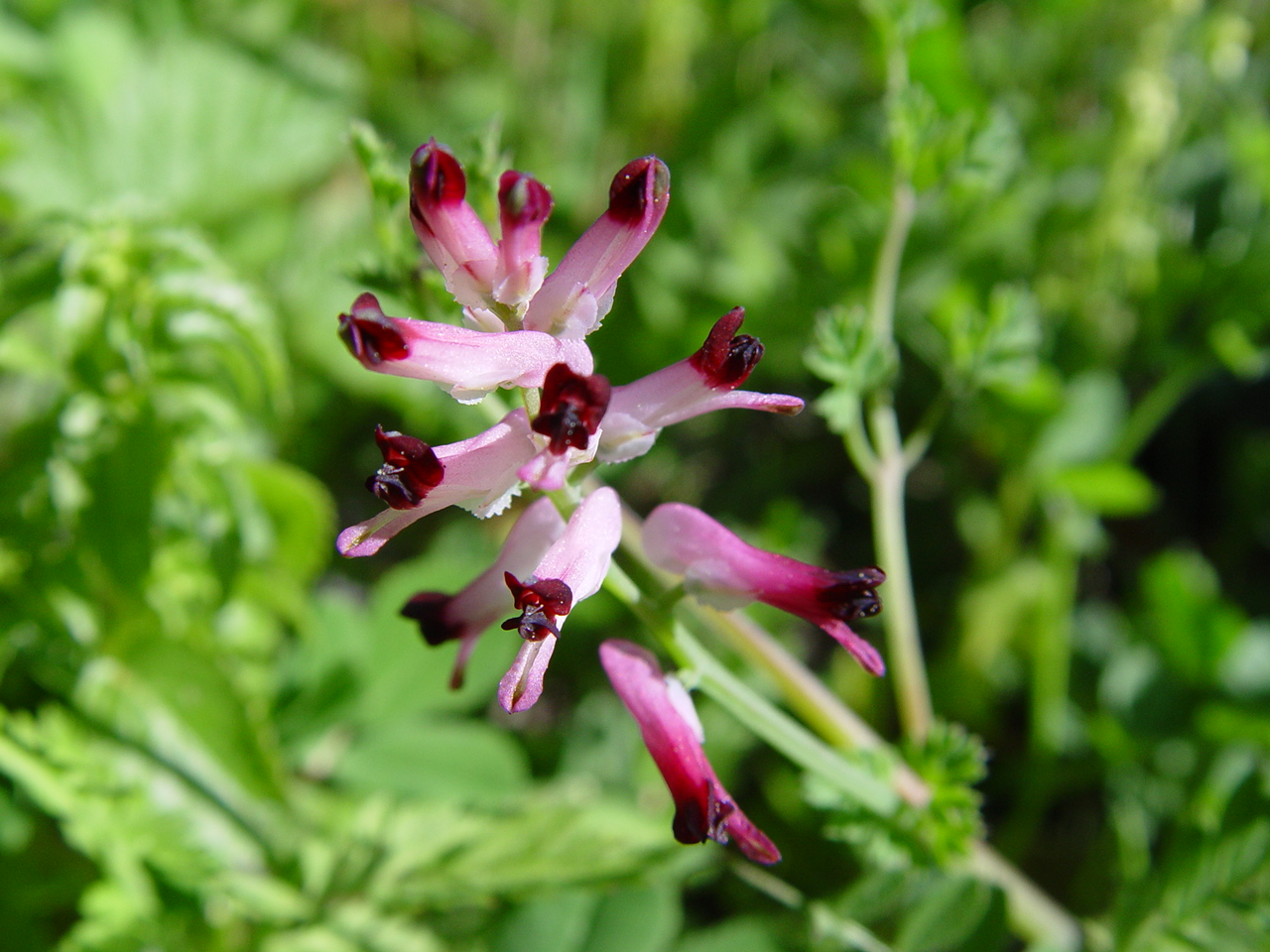
Inflorescencia

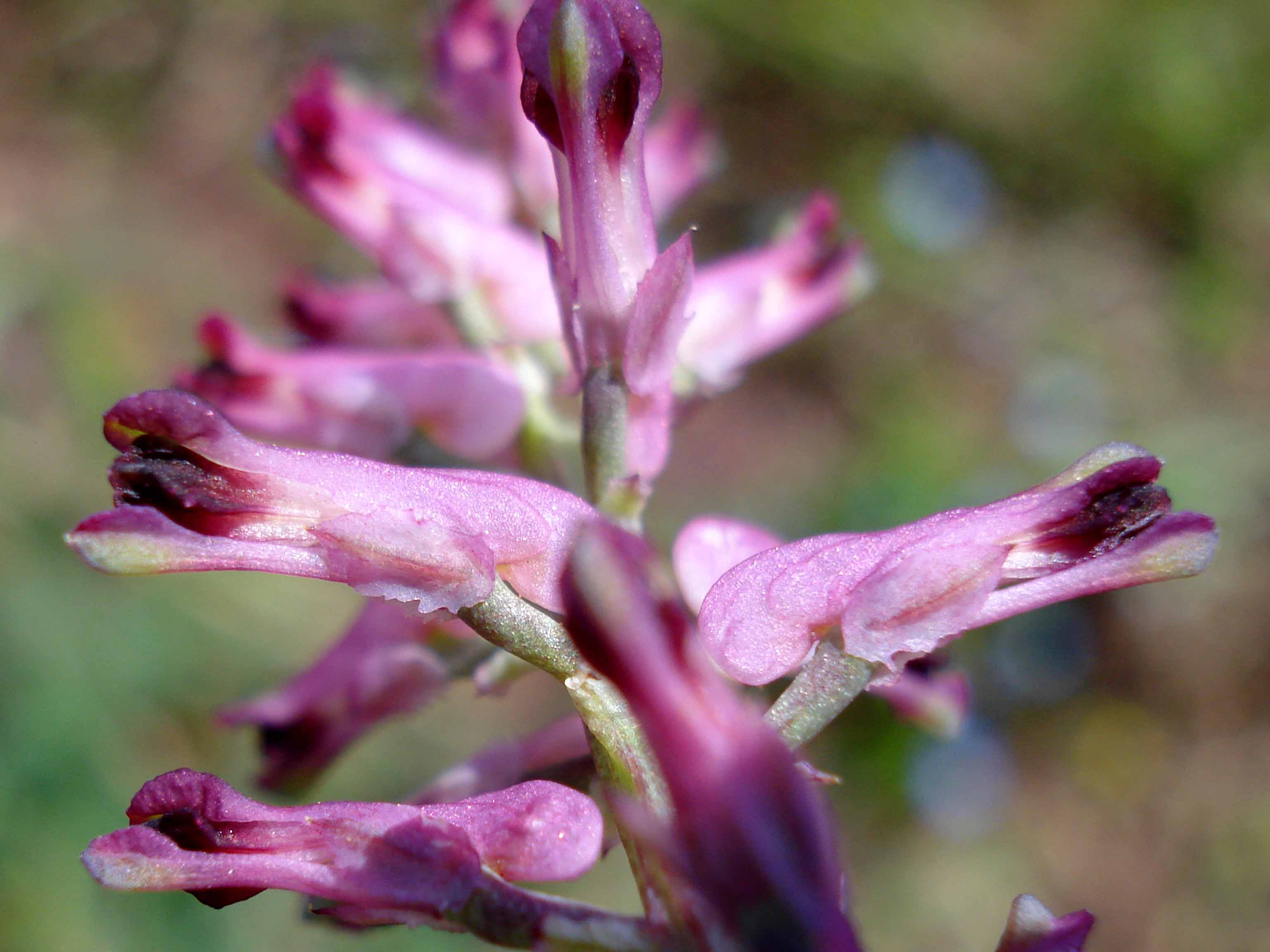
Flores, detalle

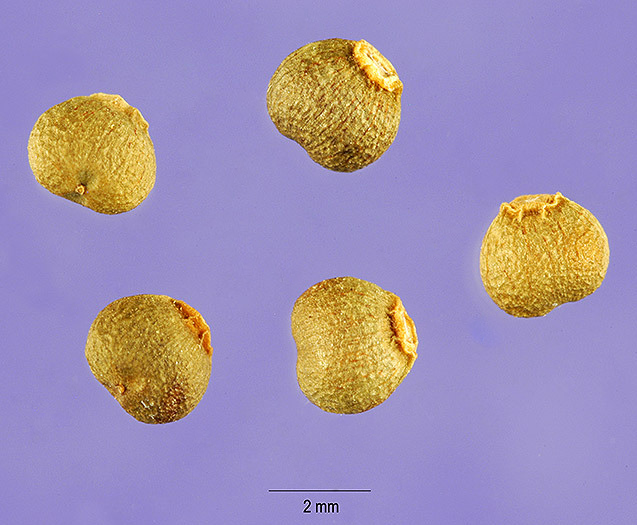
Frutos (aquenios) maduros

Fumaria officinalis, comúnmente llamada palomilla, fumaria, zapaticos o sangre de Cristo —entre otros muchos nombres—, es una especie de planta herbácea anual del género Fumaria en la familia Papaveraceae, nativa de Europa.

## Descripción
Es una hierba glabra, de tallo erecto y bien ramificado, bastante difusa que alcanza los 50 cm de altura. Presenta hojas pinnaticompuestas, alternas, con los últimos folíolos casi lineares. A comienzos de primavera forma inflorescencias en racimos terminales de entre 10 a 25 flores zigomorfas, de hasta 9 mm de longitud cada uno. Las flores tienen el cáliz formado por dos sépalos pequeños, de color blanquecino, ovados, con el borde dentado, más angostos que la corola, de color rosado, la cual está compuesta por cuatro pétalos unidos en el ápice pero libres, de los cuales el superior se prolonga en un espolón. El androceo es diadelfo, es decir, con 6 estambres fusionados por sus filamentos en dos grupos, que parecen cada uno de ellos dividido en 3 anteras. El gineceo muestra dos carpelos, con el ovario súpero. El fruto es un pequeño aquenio globoso estriado/rugoso, más o menos truncado.
CitologíaNúmero básico de cromosomas:  x=16

## Distribución y hábitat
Originaria de Europa; Linneo, en su diagnosis original, indica:  «Habitat in Europae agris, cultis». Cosmopolita; introducida en Norteamérica. 

Crece en terrenos cultivados o llanuras de suelo seco.

## Sistemática
Fumaria officinalis  fue descrita por Carlos Linneo y publicado en Species Plantarum 2: 700. 1753.

### Etimología
Ver: Fumaria
officinalis: epíteto latino que significa "usado como planta medicinal".

### Sinonimia
Se reconocen los siguientes sinónimos:
- Fumaria angustifolia Gilib., nom. inval.
- Fumaria cilicica Hausskn.
- Fumaria cirrhata Rohde ex DC.
- Fumaria diffusa Arn. ex Parl.
- Fumaria disjuncta Jord. ex Nyman
- Fumaria gaspariniiBab.
- Fumaria major V.Ten.
- Fumaria media Loisel.
- Fumaria muraliformis Clavaud
- Fumaria muralis Gren. & Godr., nom. ileg.
- Fumaria officinalis var. elegans Pugsley
- Fumaria officinarum Neck.
- Fumaria petteri V.Ten., nom. ileg.
- Fumaria pulchella Salisb.

## Relación con el hombre

### Usos
La infusión ligera se utiliza como hepatorregulador, diurético y laxante, y tópicamente, para las afecciones del cuero cabelludo. Debe evitarse la sobredosificación, pues los alcaloides que contiene resultan cardiotóxicos en dosis elevadas.
En su composición química se encuentran, entre otros:
- unos 20 alcaloides (0,15-0,3 p.p.m.),
- protoberberinas,
- indobenzodiacepinas,
- protopina (un compuesto del opio, que actúa de manera similar a la papaverina): unos 0,13%, combinado con al ácido fumárico en forma de fumarato de protopina,
- criptonino,
- flavonoides,
- ácido fenólico,
- ácido fumárico.

### Nombres comunes
- Buche de paloma, ferribusterri, terribusterri, camisita de la virgen, camisitas del Niño Jesús, capa de reina, conejillos, conejitos, cuello de paloma, fumaria, fumaria oficinal, fumoterra, fumusterra, gitanilla, gitanillas, gitanillos, hierba de conejo, hierba del conejo, minutisa, palomilla, palomilla común, palomilla oficinal, palomina, pamplina impropiamente, pamplinga, pañalitos del Niño Jesús, penitentes, perejil, perejil de borrico, piececitos, sangre de Cristo, sangre de toro, señorina real, yerba colorada, zapaticos, zapaticos de la Virgen, zapaticos del Niño Jesús, zapaticos del Señor, zapaticos de Nuestro Señor, zapaticos de San José, zapatitos, zapatitos del Niño Jesús.[6]

En cursiva, los más extendidos o corrientes.